# Georg Störzel
Johann Georg Störzel (* 28. Januar 1782 in Ludwigslust; † 15. November 1863 in Schwerin) war ein deutscher Jurist und Politiker.

## Leben
Störzel war Sohn des Mediziner Johann Georg Störzel. Er studierte ab 1799 Rechtswissenschaften an den Universitäten Rostock und Göttingen. Nach Beendigung des Studiums wurde er Amtsauditor in Rühn. Von 1808 bis 1813 war er als Amtsverwalter Zweiter Beamter in Warin, 1813 bis 1816 Amtmann und Zweiter Beamter in Dargun. 1816 bis 1824 wirkte er als Oberamtmann und Erster Beamter in Grabow. 1824 wurde er mecklenburgischer Kammerrat, 1831 Oberkammerrat. Ab 1832 war Störzel in der Abteilung Finanzen des Geheimen Ministeriums von Mecklenburg-Schwerin tätig; ab 1837 als Geheimer Ministerialrat und mecklenburgischer Finanzminister.
Störzel wurde 1848 als Mitglied in die Mecklenburgische Abgeordnetenversammlung im Wahlkreis Mecklenburg-Schwerin 20 (Gammelin) gewählt und war deren Alterspräsident.
Georg Störzel war verheiratet mit Julie, geb. Passow. Das Paar hatte vier Söhne: Georg Störzel (1814–1895), Oberpostamtsdirektor in Güstrow, Adolf Friedrich Störzel (1815–1889), Generalarzt in Schwerin, Julius Störzel (1817–1902), Oberlandesgerichtsrat in Rostock, und Heinrich Störzel (1819–1885), Kaufmann und mecklenburgischer Kopnsul in Mexiko.